# Francesca Mariotti
Francesca Mariotti (Frosinone, 16 marzo 1973) è una manager italiana.
È stata  direttrice generale di Confindustria dal 2020 fino all'ottobre del 2023. A marzo del 2025 è stata designata Presidente dell'Agenzia nazionale per le nuove tecnologie, l'energia e lo sviluppo sostenibile - ENEA.

## Biografia
Francesca Mariotti è nata il 16 marzo del 1973 a Frosinone. Laureata in Giurisprudenza all'Università degli Studi di Roma La Sapienza, ha lavorato come avvocato e revisore legale, collaborando con KPMG e Federcasse fino al 2007, anno in cui è entrata in Confindustria.  Da allora ha curato per l'Associazione imprenditoriale la definizione delle politiche fiscali, contabili e in materia di aiuti di Stato, ricoprendo diversi incarichi di rappresentanza nazionale e internazionale, fino a divenire, nel 2014, Direttore dell'Area Politiche Fiscali.
Dal 2018 al 2021 è stata membro indipendente del consiglio di amministrazione di Mediaset S.p.a.
Dal 17 luglio 2020, sotto la presidenza di Carlo Bonomi ha assunto il ruolo di direttore generale di Confindustria. 
È autrice di diverse pubblicazioni e docente in master e corsi di formazione in materia fiscale e contabile.